# قائمة حلقات فيوتشوراما
فيوتشوراما (بالإنجليزية: futurama) هو مسلسل رسوم متحركة امريكي تيلفزيوني خيال علمي كوميدي ومغامرات موجه للكبار، من تأليف مات غرينينغ لي شبكة فوكس التلفزيونية، تم إنتاج 07 مواسم و 146 حلقة من عام 1999 إلى عام 2013 وكما تم إنتاج 04 افلام للمسلسل خلال اربع سنوات من عام 2007 إلى عام 2009 تتحدث قصة المسلسل عن فراي الذي يعمل فتى توصيل بيتزا التي تجمد في ليلة رأس السنة 2000 وتقدم في الزمن بعد 1000 سنة ضوئية حيث وجد نفسه في سنة 3000 بعدما حدث هذا عن طريق ألة دخل فيها بالخطأ وبعدها يلتقي بشخصين ليلى وبيندر الألي مع شخصيات أخرى من الخيال العلمي

## الحلقات

### الموسم الأول
| الرقم في السلسلة | الرقم في الموسم | العنوان                              | تاريخ البث الأصلي |
| ---------------- | --------------- | ------------------------------------ | ----------------- |
| 1                | 1               | «الفضاء التجريبي 3000»               | 28 مارس 1999      |
| 2                | 2               | «قد هبطت سلسلة»                      | 04 ابريل 1999     |
| 3                | 3               | «انا الحجرة»                         | 06 ابريل 1999     |
| 4                | 4               | «الحب العمال ة المفقودة في الفضاء "» | 13 ابريل 1999     |
| 5                | 5               | «الخوف من كوكب بوت»                  | 20 ابريل 1999     |
| 6                | 6               | «سمكة مليئة بالدولارات»              | 27 ابريل 1999     |
| 7                | 7               | «سنز ثلاثتي»                         | 04 ماي 1999       |
| 8                | 8               | «"قطعة كبيرة من القمامة"»            | 11 ماي 1999       |
| 9                | 9               | «الجحيم هو في الروبوتات الأخرى»      | 18 ماي 1999       |
| 10               | 10              | «رحلة إلى تذكر"»                     | 26 سبتمبر 1999    |
| 11               | 11              | «جامعة المريخ"»                      | 03 أكتوبر 1999    |
| 12               | 12              | «عندما هجوم الاجانب»                 | 07 نوفمبر 1999    |
| 13               | 13              | «فراي ومصنع الغلظ»                   | 14 نوفمبر 1999    |

### الموسم الثاني
| الرقم في السلسلة | الرقم في الموسم | العنوان                                      | تاريخ البث الأصلي |
| ---------------- | --------------- | -------------------------------------------- | ----------------- |
| 14               | 1               | «انا الانانية انا العاطفة»                   | 21 نوفمبر 1999    |
| 15               | 2               | «Brannigan، ابدأ مرة أخرى"»                  | 28 نوفمبر 1999    |
| 16               | 3               | «"رئيس في استطلاعات الرأي"»                  | 12 ديسمبر 1999    |
| 17               | 4               | «قصة عيد الميلاد»                            | 19 ديسمبر 1999    |
| 18               | 5               | «"لماذا يجب أن أكون القشريات في الحب؟"»      | 06 فيبراير 2000   |
| 19               | 6               | «اهون الشرير»                                | 13 فيبراير 2000   |
| 20               | 7               | «ضع رأسك على كاتفي»                          | 20 فيبراير 2000   |
| 21               | 8               | «مستعرة بندر»                                | 27 فيبراير 2000   |
| 22               | 9               | «A Bicyclops بنيت لاثنين"»                   | 19 مارس 2000      |
| 23               | 10              | «"A Clone of My Own»                         | 02 ابريل 2000     |
| 24               | 11              | «"How Hermes Requisitioned His Groove Back"» | 09 ايريل 2000     |
| 25               | 12              | «الجنوب العميق»                              | 16 ابريل 2000     |
| 26               | 13              | «"Bender Gets Made"»                         | 30 ابريل 2000     |
| 27               | 14              | «عيد الأم»                                   | 07 ماي 2000       |
| 28               | 15              | «"المشكلة مع Popplers "»                     | 14 ماي 2000       |
| 29               | 16              | «"Anthology of Interest I"»                  | 21 ماي 2000       |
| 30               | 17              | «الحرب هي h-كلمة»                            | 04 نوفمبر 2000    |
| 31               | 18              | «الهوكينغ»                                   | 26 نوفمبر 2000    |
| 32               | 19              | «"المرأة Cryonic"»                           | 03 ديسمبر 2009    |